# Edward Gal
Pour les articles homonymes, voir Gal.
Edward Gal (né le 4 mars 1970 à Rheden aux Pays-Bas) est un cavalier de dressage néerlandais. Il a été triple médaillé d'or aux Jeux équestres mondiaux FEI 2010 , avec l'étalon Totilas devenant ainsi le premier cavalier à remporter les trois médailles d'or de dressage possibles lors d'un seul et même Jeux Mondial FEI. À l'approche des Jeux de 2010, le couple avait accumulé de nombreux records du monde en compétitions internationales, ce qui a conduit un journaliste américain à les appeler "stars du rock dans le monde du cheval". Après les Jeux équestres mondiaux, Totilas a été vendu à l’entraîneur allemand Paul Schockemöhle. Depuis, Edward Gal continue à être un entraîneur et un compétiteur de dressage au niveau international.

## Carrière
Edward Gal a commencé sa carrière équestre comme cavalier à 14 ans, débutant avec des poneys et passant progressivement sur des chevaux à l'âge de 20 ans. Lorsqu'il a découvert que le cheval qu'il montait n'aimait pas sauter, il s'est tourné vers le dressage. Tout en ayant de bons résultats dans les compétitions nationales et internationales, il est devenu véritablement un compétiteur de renommée internationale quand il a commencé à concourir avec Totilas en 2008. Il dira plus tard que lui et son équipe ont compris que Totilas était un cheval "spécial" dès leur première compétition en Grand Prix. 
À l'époque, Edward Gal prit la place d'Anky van Grunsven, sa compatriote, comme cavalier leader sur le circuit mondial de dressage. En juillet 2009, Edwatd Gal et Totilas ont battu le score mondial maximum détenu par Anky van Grunsven dans un Grand Prix Freestyle  avec une note de 89,50% qu'ils obtinrent à Hickstead , en Angleterre, et peu de temps après, ils obtinrent un nouveau record avec 90,75% dans la même épreuve aux Championnats d'Europe. En décembre 2009, lors de la quatrième étape de  la Coupe du monde de dressage FEI 2009-2010 à l'Olympia de Londres, ils ont amélioré leur record en freestyle avec une moyenne de 92,30%, soit plus de 10 points de plus que le deuxième. Sans établir de record du monde, ils ont facilement remporté la finale de la Coupe du Monde FEI de la saison en GP Freestyle à domicile aux Pays-Bas avec un score supérieur de plus de 7 points à leur premier record du monde. Le couple avait également à son actif un record du monde dans la discipline du Grand Prix Spécial après avoir été noté 86,460% à Aix-la-Chapelle en juillet 2010,. 
Edward Gal et Totilas étaient considérés comme les grands favoris des Jeux Mondiaux FEI 2010 à Lexington, dans le Kentucky, leur première compétition hors d'Europe. Klaus Röser, responsable de l’équipe allemande de dressage qui domine depuis longtemps la discipline, a déclaré à son propos: "Que nous puissions battre Edward; je ne le pense pas, je ne le crois pas. Nous devons être réalistes. "  L'analyse de Röser s'est avérée correcte, Edward Gal et Toto, le surnom affectueux donné à Totilas, ayant d'abord mené l'équipe néerlandaise à l'or en compétition par équipes, puis facilement remporté l'or dans le Grand Prix Spécial et dans le Grand Prix Freestyle,. 
Dans un article du Courier-Journal de Louisville (Kentucky) publié avant les Jeux de 2010, l'entraîneur de dressage Susan Posner a souligné que Totilas en était à sa deuxième année en dressage au niveau Grand Prix, alors qu'il était âgé de 10 ans. et que ses résultats démontraient les capacités d'Edward Gal comme cavalier. 
Edward Gal a également participé aux Championnats d'Europe de Dressage 2015 à Aix-la-Chapelle, où il a remporté une médaille d'or en dressage par équipe. L'entraîneur de dressage national néerlandais Wim Ernes est décédé le 1er novembre 2016 des suites d'une tumeur au cerveau. Edward Gal, ainsi que les autres vainqueurs de la médaille d'or, Patrick van der Meer, Hans Peter Minderhoud et Diederik van Silfhout, ont porté son cercueil lors de ses funérailles le 5 novembre 2016.

## Résultats en championnats internationaux
| Résultats   | Résultats               | Résultats          | Résultats | Résultats          | Résultats             | Résultats | Résultats | Résultats | Résultats | Résultats | Résultats |
| Année       | Compétition             | Cheval             | Score     | Place              |                       |           |           |           |           |           |           |
| ----------- | ----------------------- | ------------------ | --------- | ------------------ | --------------------- | --------- | --------- | --------- | --------- | --------- | --------- |
| 2003        | Championnats d'Europe   | Lingh              |           | 29                 | Individuel            |           |           |           |           |           |           |
| 2004        | Finale coupe du monde   | Lingh              |           | Médaille d'argent  |                       |           |           |           |           |           |           |
| 2005        | Finale coupe du monde   | Lingh              |           | Médaille d'argent  |                       |           |           |           |           |           |           |
| 2005        | Championnats d'Europe   | Lingh              |           | Médaille d'argent  | Équipe                |           |           |           |           |           |           |
| 2005        | Championnats d'Europe   | Lingh              |           | 4                  | Individuel            |           |           |           |           |           |           |
| 2006        | Finale coupe du monde   | Lingh              |           | 4                  |                       |           |           |           |           |           |           |
| 2006        | Jeux équestres mondiaux | Lingh              |           | Médaille d'argent  | Équipe                |           |           |           |           |           |           |
| 2006        | Jeux équestres mondiaux | Lingh              |           | 12                 | Individuel            |           |           |           |           |           |           |
| 2007        | Finale coupe du monde   | Gribaldi           | 64.900%   | 11                 |                       |           |           |           |           |           |           |
| 2009        | Championnats d'Europe   | Totilas            | 84.085%   | Médaille d'or      | Équipe                |           |           |           |           |           |           |
| 2009        | Championnats d'Europe   | Totilas            | 83.042%   | Médaille d'argent  | Individuel GP special |           |           |           |           |           |           |
| 2009        | Championnats d'Europe   | Totilas            | 90.750%   | Médaille d'or      | Individuel Freestyle  |           |           |           |           |           |           |
| 2010        | Finale coupe du monde   | Totilas            | 89.800%   | Médaille d'or      |                       |           |           |           |           |           |           |
| 2010        | Jeux équestres mondiaux | Totilas            | 84.043%   | Médaille d'or      | Équipe                |           |           |           |           |           |           |
| 2010        | Jeux équestres mondiaux | Totilas            | 85.708%   | Médaille d'or      | Individuel GP special |           |           |           |           |           |           |
| 2010        | Jeux équestres mondiaux | Totilas            | 91.800%   | Médaille d'or      | Individuel Freestyle  |           |           |           |           |           |           |
| 2011        | Finale coupe du monde   | Sisther du Jeu     | 77.393%   | 4                  |                       |           |           |           |           |           |           |
| 2011        | Championnats d'Europe   | Sisther du Jeu     | 70.517%   | Médaille de bronze | Équipe                |           |           |           |           |           |           |
| 2011        | Championnats d'Europe   | Sisther du Jeu     | 69.211%   | 18                 | Individuel GP Special |           |           |           |           |           |           |
| 2012        | Jeux olympiques         | Glock's Undercover | 75.395%   | Médaille de bronze | Équipe                |           |           |           |           |           |           |
| 2012        | Jeux olympiques         | Glock's Undercover | 80.267%   | 9                  | Individuel            |           |           |           |           |           |           |
| 2013        | Finale coupe du mondel  | Glock's Undercover | 84.446%   | Médaille de bronze |                       |           |           |           |           |           |           |
| 2013        | Championnats d'Europe   | Glock's Undercover | 81.763%   | Médaille d'argent  | Équipe                |           |           |           |           |           |           |
| 2013        | Championnats d'Europe   | Glock's Undercover | 79.479%   | 4                  | Individuel GP Special |           |           |           |           |           |           |
| 2013        | Championnats d'Europe   | Glock's Undercover | 84.911%   | 4                  | Individuel Freestyle  |           |           |           |           |           |           |
| 2014        | Finale coupe du monde   | Glock's Undercover | 83.696%   | Médaille de bronze |                       |           |           |           |           |           |           |
| 2014        | Jeux équestres mondiaux | Glock's Voice      | 72.414%   | Médaille de bronze | Équipe                |           |           |           |           |           |           |
| 2014        | Jeux équestres mondiaux | Glock's Voice      | 70.392%   | 25                 | Individuel GP Special |           |           |           |           |           |           |
| 2015        | Finale Coupe du monde   | Glock's Undercover | 84.696%   | Médaille d'argent  |                       |           |           |           |           |           |           |
| 2015        | Championnats d'Europe   | Glock's Undercover | 82.229%   | Médaille d'or      | Équipe                |           |           |           |           |           |           |
| 2015        | Championnats d'Europe   | Glock's Undercover | EL        | 29                 | Individuel GP Special |           |           |           |           |           |           |
| 2016        | Jeux olympiques         | Glock's Voice      | 75.271%   | 4                  | Équipe                |           |           |           |           |           |           |
| 2016        | Jeux olympiques         | Glock's Voice      | 73.655%   | 20                 | Individuel            |           |           |           |           |           |           |
| 2017        | Finale coupe du monde   | Glock's Voice      | 78.921%   | 6                  |                       |           |           |           |           |           |           |
| 2017        | Championnats d'Europe   | Glock's Voice      | 72.457%   | 5                  | Équipe                |           |           |           |           |           |           |
| 2017        | Championnats d'Europe   | Glock's Voice      | 69.468%   | 24                 | Individuel GP Special |           |           |           |           |           |           |
| 2018        | Finale coupe du monde   | Glock's Zonik      | 79.654%   | 8                  |                       |           |           |           |           |           |           |
| 2018        | Jeux équestres mondiaux | Glock's Zonik      | 77.189%   | 5                  | Équipe                |           |           |           |           |           |           |
| 2018        | Jeux équestres mondiaux | Glock's Zonik      | 77.751%   | 7                  | Individuel GP Special |           |           |           |           |           |           |
| ELː éliminé |                         |                    |           |                    |                       |           |           |           |           |           |           |

## Principaux chevaux
- Lingh - Étalon  KWPN né en 1993, bai (Flemmingh x Columbus) 
  - Championnats d'Europe 2003 - 29ème individuel
  - Finale de la Coupe du Monde FEI 2004 - Médaille d'argent
  - Finale de la Coupe du Monde FEI 2005 - Médaille d'argent
  - Championnats d'Europe 2005 - Médaille d'argent par équipe, quatrième place individuelle
  - Finale de la Coupe du Monde FEI 2006 - Quatrième place
  - Jeux équestres mondiaux 2006 - Médaille d'argent par équipe, 11e place individuelle, 12e place, style libre
- IPS Gribaldi - Étalon Trakehner noir, 1993 (Kostolany x Ibikus) 
  - Finale de la Coupe du Monde FEI 2007 - 11ème place
- Totilas - 2000 étalon noir, KWPN (Gribaldi x Glendale) 
  - Championnats d'Europe 2009 - Médaille d'or par équipe, Médaille d'argent individuelle, Freestyle d'or individuel
  - Finale de la Coupe du Monde FEI 2010 - Médaille d'or
  - Jeux équestres mondiaux de 2010 - Médaille d'or par équipe, Médaille d'or individuelle, Libre d'or individuel
- Sisther de Jeu - Jument KWPN 1999 (Gribaldi x Amor) 
  - Finale de la Coupe du Monde FEI 2011 - Quatrième place
  - Championnats d'Europe 2011 - Médaille de bronze par équipe, 18e place individuelle
- Glock's Undercover - Hongre KWPN Noir 2001 (Ferro x Donnerhall) 
  - Jeux olympiques de Londres 2012 - Médaille de bronze par équipe, neuvième place individuelle
  - Finale de la Coupe du Monde FEI 2013 - Médaille de Bronze
  - Championnats d'Europe 2013 - Médaille d'argent par équipe, quatrième place individuelle, quatrième place individuelle, style libre
  - Finale de la Coupe du Monde FEI 2014 - Médaille de Bronze
  - Finale de la Coupe du Monde FEI 2015 - Médaille d'argent
  - Championnats d'Europe 2015 - Médaille d'or par équipe, 29e place individuelle
- Glock's Voice - Étalon noir KWPN, 2002 (De Niro x Rhodiamant) 
  - Jeux équestres mondiaux de 2014 - Médaille de bronze par équipe, 25e place individuelle
  - Jeux olympiques de Rio 2016 - Quatrième place par équipe, 20e place individuelle
  - Finale de la Coupe du Monde FEI 2017 - Sixième Place
- Glock's Zonik NOP - Étalon Pur race danois bai foncé ,2008 (Hors Zack x Romanov) 
  - Finale de la Coupe du Monde FEI 2018 - Huitième Place

## Vie privée
Edward Gal entretient ouvertement depuis longtemps une relation avec son coéquipier Hans Peter Minderhoud,,,.  